# Black Hawk Down (libro)
Black Hawk Down: A Story of Modern War es un libro escrito por el periodista Mark Bowden, publicado en febrero de 1999. Documenta los esfuerzos de la Fuerza de Tarea Unificada para capturar al líder de la facción somalí Mohamed Farrah Aidid en 1993, y la batalla resultante en Mogadiscio entre las fuerzas estadounidenses y la milicia de Aidid. Uno de los hechos clave es el derribo de dos helicópteros UH-60 Black Hawk de los Estados Unidos, de los que deriva el título del libro, y el intento de rescatar a sus tripulaciones. Las fuerzas de los Estados Unidos incluían al Rangers del Ejército, la 160.º Regimiento de Aviación de Operaciones Especiales, la 10.ª División de Montaña, los Delta Force y los Navy SEALs, con las fuerzas de mantenimiento de la paz de las Naciones Unidas también involucradas.
La redada se convirtió en el combate cuerpo a cuerpo más intenso en la historia militar de Estados Unidos desde la Guerra de Vietnam. Aunque la misión particular de aprehender a Aidid se denominó oficialmente Operación Serpiente Gótica, los medios de comunicación la denominaron coloquialmente la Batalla de Mogadiscio y la Batalla del Mar Negro. Fue adaptado a una película dirigida por Ridley Scott y producida por Jerry Bruckheimer en 2001.

## Historia
Black Hawk Down: A Story of Modern War se basa en una serie de 29 artículos escritos por el periodista Mark Bowden para The Philadelphia Inquirer. Hizo una extensa investigación en los registros del Ejército de los EE. UU., entrevistó a participantes de ambos lados del conflicto, revisó las imágenes grabadas por aviones de observación y grabaciones del tráfico de radio. Antes de la publicación del libro, la serie de Bowden ya había comenzado a atraer la atención de los medios. Consistía en un CD-ROM, un video de una hora y una serie audiovisual en el sitio web de The Inquirer.
En enero de 1991, las milicias derrocaron al régimen gobernante de Mohamed Siad Barre. Más tarde, la Organización de las Naciones Unidas (ONU) organizaron una intervención dirigida por Estados Unidos, con el mandato de participar en la construcción del estado y alentar a las milicias a compartir el poder y comenzar a formar un nuevo gobierno. El presidente George H. W. Bush envió marines de los Estados Unidos a Somalia en diciembre de 1992 en un esfuerzo por asegurar las rutas de transporte para entregar ayuda y suministros de alimentos, que habían sido interrumpidos por las milicias locales. Sin interés en compartir el poder, Aidid comenzó a considerar la misión de la ONU como hostil y tendió una emboscada a un convoy de mantenimiento de la paz en junio de 1993. El comandante de la ONU, el almirante estadounidense Jonathan Howe, declaró a Aidid un proscrito, y las fuerzas y partidarios del líder de la facción posteriormente comenzaron a atacar a oficial. La búsqueda de Aidid resultó en incursiones defectuosas, muchas bajas civiles y una creciente hostilidad civil contra los esfuerzos de la ONU, especialmente su uso de helicópteros. Después de la batalla, se canceló la búsqueda de Aidid. Posteriormente, Estados Unidos se retiró, y la ONU hizo lo mismo unos meses después. En 1996, Aidid murió a causa de las heridas sufridas durante una batalla contra una milicia rival. Una nueva administración central provisional, el Gobierno Nacional de Transición, se formó finalmente en 2000, un año después de la publicación del libro de Bowden.

## Recepción crítica
En general, se elogió la narrativa de Bowden, en particular sus esfuerzos por contextualizar la política local e internacional y explicar cómo la misión de mantenimiento de la paz se convirtió en un conflicto armado. Un artículo del The New York Times sugirió que él transmite la batalla como una narrativa apasionante, dando un relato minuto a minuto de la campaña de Estados Unidos en Mogadiscio, conocida como la Batalla del Mar Negro. Añadió que Bowden cambia rápidamente de opinión después de que las fuerzas terrestres estadounidenses ingresan a la ciudad, tratando de sacar a un par de líderes de Aidid y luego, cuando las cosas van mal, rescatar a las fuerzas estadounidenses. Además, el artículo destacó cómo Bowden logra simultáneamente capturar la mentalidad de asedio que sienten tanto los civiles como los soldados estadounidenses, así como el sentimiento generalizado entre muchos residentes de que los Rangers eran los culpables de la mayoría de las bajas en batalla.
El libro fue finalista del Premio Nacional de Libros de No Ficción de 1999.

## Adaptaciones
- La historia se publicó por primera vez el 16 de noviembre de 1997 como una serie de periódicos de 29 partes que luego se adaptó a un paquete multimedia en línea, una novedad para el The Philadelphia Inquirer.[3] Bowden había acumulado una gran cantidad de notas, cintas de audio, documentos, fotos y transcripciones de radio, y trabajó con el equipo digital del The Inquirer para publicarlo en línea. En ese momento, sirvió como uno de los ejemplos más innovadores de narración multimedia de una organización de noticias.[4] El paquete en línea publicado contenía videos, clips de audio, gráficos, mapas y enlaces a recursos externos.[5]
- El libro fue acompañado por un video, Somalia: Good Intentions, Deadly Results, producido por KVR Video, que fue transmitido por CNN el 24 de marzo de 1999 en una versión de 57 minutos, como Black Hawk Down: A Story of Modern War; ganó un premio Emmy.[6]
- El libro fue adaptado a una película de 2001, dirigida por Ridley Scott y producida por Jerry Bruckheimer.